# Gouvernement Barreda I
 Castille-La Manche
Bono VI Barreda II
Le gouvernement Barreda I est le gouvernement de Castille-La Manche entre le 3 mai 2004 et le 2 juillet 2007, durant la VIe législature des Cortes de Castille-La Manche. Il est présidé par José María Barreda.

## Composition

### Initiale
| Fonction                                                                                      | Titulaire | Titulaire                                                                            | Parti     |
| --------------------------------------------------------------------------------------------- | --------- | ------------------------------------------------------------------------------------ | --------- |
| Président                                                                                     |           | José María Barreda Fontes                                                            | PSCM-PSOE |
| Conseiller aux Relations institutionnelles                                                    |           | Emiliano García-Page Sánchez                                                         | PSCM-PSOE |
| Conseiller à la Présidence Porte-parole du gouvernement Secrétaire du Conseil de gouvernement |           | Máximo Díaz-Cano del Rey                                                             | PSCM-PSOE |
| Conseillère à l'Économie et aux Finances                                                      |           | María Luisa Araújo Chamorro                                                          | PSCM-PSOE |
| Conseillère aux Administrations publiques                                                     |           | Matilde Valentín Nvarro (jusqu'au 13/07/2004) María de los Llanos Castellanos Garijo | PSCM-PSOE |
| Conseiller à la Santé                                                                         |           | Roberto Sabrido Bermúdez                                                             | PSCM-PSOE |
| Conseiller à l'Éducation et à la Science                                                      |           | José Valverde Serrano                                                                | PSCM-PSOE |
| Conseillère à l'Agriculture                                                                   |           | Mercedes Gómez Rodríguez                                                             | PSCM-PSOE |
| Conseiller au Bien-être social                                                                |           | Tomás Mañas González                                                                 | PSCM-PSOE |
| Conseiller à l'Industrie et à la Technologie                                                  |           | José Manuel Díaz-Salazar Martín de Almagro                                           | PSCM-PSOE |
| Conseiller au Logement et à l'Urbanisme                                                       |           | Alejandro Gil Díaz                                                                   | PSCM-PSOE |
| Conseillère aux Travaux publics                                                               |           | María Encina Álvarez Parra                                                           | PSCM-PSOE |
| Conseillère au Travail et à l'Emploi                                                          |           | María José López Ortega                                                              | PSCM-PSOE |
| Conseillère à l'Environnement                                                                 |           | Rosario Arévalo Sánchez (jusqu'au 26/07/2005) Mercedes Gómez Rodríguez a.i.          | PSCM-PSOE |
| Conseillère à la Culture                                                                      |           | María Paz López Álvarez                                                              | PSCM-PSOE |

### Remaniement du21 septembre 2005
- Les nouveaux conseillers sont indiqués en gras, ceux ayant changé d'attributions en italique.

| Fonction                                                     | Titulaire | Titulaire                                                                       | Parti     |
| ------------------------------------------------------------ | --------- | ------------------------------------------------------------------------------- | --------- |
| Président                                                    |           | José María Barreda Fontes                                                       | PSCM-PSOE |
| Premier vice-président Secrétaire du Conseil de gouvernement |           | Fernando Lamata Cotanda                                                         | PSCM-PSOE |
| Second vice-président Porte-parole du gouvernement           |           | Emiliano García-Page Sánchez (jusqu'au 14/05/2007) Fernando Lamata Cotanda a.i. | PSCM-PSOE |
| Conseillère à l'Économie et aux Finances                     |           | María Luisa Araújo Chamorro (jusqu'au 15/06/2007) Fernando Lamata Cotanda a.i.  | PSCM-PSOE |
| Conseillère aux Administrations publiques                    |           | María de los Llanos Castellanos Garijo                                          | PSCM-PSOE |
| Conseiller à la Santé                                        |           | Roberto Sabrido Bermúdez                                                        | PSCM-PSOE |
| Conseiller à l'Éducation et à la Science                     |           | José Valverde Serrano                                                           | PSCM-PSOE |
| Conseillère à l'Agriculture                                  |           | Mercedes Gómez Rodríguez                                                        | PSCM-PSOE |
| Conseiller au Bien-être social                               |           | Tomás Mañas González                                                            | PSCM-PSOE |
| Conseiller à l'Industrie et à la Technologie                 |           | José Manuel Díaz-Salazar Martín de Almagro                                      | PSCM-PSOE |
| Conseiller au Logement et à l'Urbanisme                      |           | Alejandro Gil Díaz                                                              | PSCM-PSOE |
| Conseillère aux Travaux publics                              |           | María Encina Álvarez Parra                                                      | PSCM-PSOE |
| Conseillère au Travail et à l'Emploi                         |           | Magdalena Valerio Cordero                                                       | PSCM-PSOE |
| Conseiller à l'Environnement et au Développement rural       |           | José Luis Martínez Guijarro                                                     | PSCM-PSOE |
| Conseillère à la Culture                                     |           | Blanca Calvo Alonso-Cortés                                                      | PSCM-PSOE |